# Сімпсони (сезон 6)
Шостий сезон мультсеріалу «Сімпсони» розпочався на каналі «Fox» 4 вересня 1994 і закінчився 21 травня 1995 року.

## Список серій
| № серії (загалом) | № серії (в сезоні) | Назва серії                                                                | Режисер(и)        | Сценарист(и)                                                                | Оригінальна дата показу | Код серії | Глядачів в США (млн) |
| --- | ------------------ | -------------------------------------------------------------------------- | ----------------- | --------------------------------------------------------------------------- | ----------------------- | --------- | -------------------- |
| 104 | 1                  | «Bart of Darkness» «Барт темряви»                                          | Джим Рірдон       | Ден МакҐрат                                                                 | 4 вересня 1994          | 1F22      | 15.1                 |
| Зламавши ногу, Барт проводить літо вдома, поки інші діти купаються в басейні. Щоб хоч чимось розважити Барта, Ліса дарує йому свій телескоп. Спостерігаючи в нього за Недом Фландерсом, хлопчик з жахом виявляє, що той вбив свою дружину і закопав її на задньому дворі… |                    |                                                                            |                   |                                                                             |                         |           |                      |
| 105 | 2                  | «Lisa’s Rival» «Конкурентка Ліси»                                          | Марк Кіркланд     | Майк Скаллі                                                                 | 11 вересня 1994         | 1F17      | 16.7                 |
| У Спрінґфілдській початковій школі з'являється нова учениця — Елісон. Вона так само грає на саксофоні і ні чим не поступається Лісі. Проте остання намагається довести собі свою перевагу над подругою. Разом із Бартом вони придумовують план, як принизити Елісон в очах вчителів. Тим часом Гомер краде 500 фунтів цукру з перекинутої вантажівки і вирішує продати його місту. Запрошені зірки: Вайнона Райдер в ролі Елісон |                    |                                                                            |                   |                                                                             |                         |           |                      |
| 106 | 3                  | «Another Simpsons Clip Show» «Інше кліп-шоу «Сімпсонів»»                   | Девід Сільверман  | Джон Вітті                                                                  | 25 вересня 1994         | 2F33      | 13.5                 |
| Мардж відриває сім’ю від телевізора, щоб провести сімейну годину. Сімпсони згадують найромантичніші епізоди зі свого життя… Запрошені зірки: Альберт Брукс в ролі Жака, Мішель Пфайффер в ролі Мінді Сіммонс, Сара Гілберт в ролі Лори Сили, Келсі Греммер в ролі Другого Номера Боба, Філ Хартман в ролі Троя МакКлура, Джон Ловітц в ролі Арті Зіффа |                    |                                                                            |                   |                                                                             |                         |           |                      |
| 107 | 4                  | «Itchy & Scratchy Land» «Парк Чуха і Сверблячки»                           | Веслі Арчер       | Джон Шварцвельдер                                                           | 2 жовтня 1994           | 2F01      | 14.8                 |
| Барт і Ліса вмовляють батьків поїхати в новий парк розваг – «Парк Чуха і Сверблячки»… |                    |                                                                            |                   |                                                                             |                         |           |                      |
| 108 | 5                  | «Sideshow Bob Roberts» «Другий Номер Боб Робертс»                          | Марк Кіркланд     | Білл Оуклі та Джош Вайнштейн                                                | 9 жовтня 1994           | 2F02      | 14.4                 |
| За допомогою ведучого радіо ток-шоу мер Квімбі звільняє Другого Номера Боба з в’язниці. Вийшовши, Боб швидко балотується на пост міського голови Спрінґфілда і виграє. Барт і Ліса вирішуть довести, що Боб не міг перемогти на законних підставах. Запрошені зірки: Келсі Греммер в ролі Другого Номера Боба, Філ Хартман в ролі Лайонела Гуць, Генрі Корден в ролі Фреда Флінтстоуна, Доктор Дементо і Ларрі Кінг в ролі самих себе |                    |                                                                            |                   |                                                                             |                         |           |                      |
| 109 | 6                  | «Treehouse of Horror V» «Сімпсони і Гелоуїн V»                             | Джим Рірдон       | Грег Деніелс, Боб Кушель, Ден МакҐрат і Девід Коен                          | 30 жовтня 1994          | 2F03      | 22.2                 |
| «The Shinning» (укр. «Псяйво») — Пародія на фільм «Сяйво». У заміському будинку містера Бернса, без телебачення і пива Гомер божеволіє і намагається вбити свою сім’ю… «Time and Punishment» (укр. «Час і кара») — Гомер з тостера майструє машину часу і, змінивши минуле, змінює і майбутнє… «Nightmare Cafeteria» (укр. «Кошмарна їдальня») — Щоб вирішити проблеми переповненої штрафної кімнати та відсутності м'яса, вчителі Спрінґфілдської початкової школи вдаються до поїдання учнів… Запрошені зірки: Джеймс Ерл Джонс в ролі Меґґі з альтернативного Всесвіту |                    |                                                                            |                   |                                                                             |                         |           |                      |
| 110 | 7                  | «Bart’s Girlfriend» «Подруга Барта»                                        | Сьюзі Діттер      | Джонатан Кольєр                                                             | 6 листопада 1994        | 2F04      | 15.3                 |
| Барт закохується в доньку отця Лавджоя Джессіку. Однак, вона виявляється зовсім не такою, як її батьки. Вона краде пожертвування з церкви, підставляючи Барта. Запрошені зірки: Меріл Стріп в ролі Джессіки |                    |                                                                            |                   |                                                                             |                         |           |                      |
| 111 | 8                  | «Lisa on Ice» «Ліса на льоду»                                              | Боб Андерсон      | Майк Скаллі                                                                 | 13 листопада 1994       | 2F05      | 17.9                 |
| У Ліси двійка з фізкультури. Щоб виправити це, вона приєднується до хокейної команди. Незабаром її команда повинна зіткнутися з Бартом, через що створюється двобій між братом і сестрою. |                    |                                                                            |                   |                                                                             |                         |           |                      |
| 112 | 9                  | «Homer Badman» «Гомер — погана людина»                                     | Джефрі Лінч       | Грег Деніелс                                                                | 27 листопада 1994       | 2F06      | 17.0                 |
| Гомера звинувачують у сексуальному домаганні, хоча він всього лише відірвав цукерку, що прилипла до штанів молодої дівчини… Запрошені зірки: Денніс Франц — виконавець ролі Гомера у фільмі «Гомер С.: портрет задолюба» |                    |                                                                            |                   |                                                                             |                         |           |                      |
| 113 | 10                 | «Grampa vs. Sexual Inadequacy» «Дідусь проти сексуальної неадекватності»   | Веслі Арчер       | Білл Оуклі та Джош Вайнштейн                                                | 4 грудня 1994           | 2F07      | 14.1                 |
| Дідусь Сімпсон рятує своїм чудовим тоніком сексуальне життя Гомера і Мардж. Потім він разом з Гомером починає продавати чудодійний тонік, але незабаром між ними виникає сварка. Тим часом діти думають, що ж трапилося з усіма дорослими в місті… |                    |                                                                            |                   |                                                                             |                         |           |                      |
| 114 | 11                 | «Fear of Flying» «Страх перед польотами»                                   | Марк Кіркланд     | Девід Сакс                                                                  | 18 грудня 1994          | 2F08      | 15.6                 |
| Під час невдалої спроби поїхати у відпустку з безкоштовними авіаквитками Гомера виявляється, що у Мардж страх перед польотами. За порадою Ліси Мардж відвідує психіатра, щоб зрозуміти причину цього страху. Запрошені зірки: Енн Бенкрофт в ролі докторки Цвейґ, Тед Денсон в ролі Сема Малоуна, Рея Перлман в ролі Карли Тортеллі, Вуді Гаррельсон в ролі Вуді Бойда, Джордж Вендт в ролі Норма Пітерсона і Джон Ратценбергер в ролі Кліффа Клавіна |                    |                                                                            |                   |                                                                             |                         |           |                      |
| 115 | 12                 | «Homer the Great» «Гомер Великий»                                          | Джим Рірдон       | Джон Шварцвельдер                                                           | 8 січня 1995            | 2F09      | 20.1                 |
| Гомер дізнається про таємну підпільну організацію «Каменярі». Після вступу до її лав у Сімпсона знаходять родиму пляму схожу на знак клубу. Всі вирішують, що Гомер – обраний… Запрошені зірки: Патрік Стюарт в ролі Номера Першого |                    |                                                                            |                   |                                                                             |                         |           |                      |
| 116 | 13                 | «And Maggie Makes Three» «І Меґґі стала третьою»                           | Свінтон Скотт III | Дженніфер Криттенден                                                        | 22 січня 1995           | 2F10      | 17.3                 |
| Гомер згадує історію народження Меґґі. Він мав іншу, менш оплачувану, але більш приємну, роботу у боулінг-клубі… |                    |                                                                            |                   |                                                                             |                         |           |                      |
| 117 | 14                 | «Bart’s Comet» «Комета Барта»                                              | Боб Андерсон      | Джон Шварцвельдер                                                           | 5 лютого 1995           | 2F11      | 18.7                 |
| Барт випадково відкриває невідому комету, яку називають його іменем. Однак, комета летить на Спрінґфілд і місту загрожує загибель. Ракета, покликана знищити комету, промахується і руйнує єдиний міст з міста, через що починається паніка. Захисне бомбосховище є тільки у Фландерсів, але воно розраховане на дві сім’ї: на Фландерсів і Сімпсонів… Запрошені зірки: Том Кайт в ролі самого себе |                    |                                                                            |                   |                                                                             |                         |           |                      |
| 118 | 15                 | «Homie the Clown» «Клоун Гомі»                                             | Девід Сільверман  | Джон Шварцвельдер                                                           | 12 лютого 1995          | 2F12      | 17.6                 |
| Гомер вступає до клоунського університету, який відкрив Красті. Загримований Сімпсон виявляється дуже схожим на оригінального Красті. Завдяки цьому Гомер вирішує безсовісно користуватися подібністю з відомим клоуном… Запрошені зірки: Джо Мантенья в ролі Жирного Тоні, Дік Каветт і Джонні Юнайтас в ролі самих себе |                    |                                                                            |                   |                                                                             |                         |           |                      |
| 119 | 16                 | «Bart vs. Australia» «Барт проти Австралії»                                | Веслі Арчер       | Білл Оуклі та Джош Вайнштейн                                                | 19 лютого 1995          | 2F13      | 15.1                 |
| Барт відмовляється вірити Лісі, що вода в унітазі, в південній півкулі, закручується у зворотний бік. Щоб це перевірити, Барт дзвонить до Австралії за рахунок абонента, де трубку бере маленький хлопчик. Батькові цього хлопчика приходить рахунок за телефонні розмови – 900 доларів. Австралійці обурені і перед малим Сімпсоном постає нелегкий вибір: або сісти до в’язниці, або публічно вибачитися перед австралійцями… Запрошені зірки: Філ Хартман в ролі Евана Коновера |                    |                                                                            |                   |                                                                             |                         |           |                      |
| 120 | 17                 | «Homer vs. Patty and Selma» «Гомер проти Патті і Сельми»                   | Марк Кіркланд     | Брент Форрестер                                                             | 26 лютого 1995          | 2F14      | 18.9                 |
| Гомер залишається без грошей після невдалого вкладення у виробництво гарбузів. Потайки від Мардж, йому доводиться позичати гроші у її сестер – Патті і Сельми. Шантажуючи розказати все Мардж, вони перетворюють Гомера у свого раба. Тим часом Барт змушений займатися балетом, і, згодом, виявляє, що йому це подобається. Запрошені зірки: Сьюзен Серендон в ролі викладачки балету, Мел Брукс в ролі самого себе |                    |                                                                            |                   |                                                                             |                         |           |                      |
| 121 | 18                 | «A Star Is Burns» «Зірка згоріла»                                          | Сьюзі Діттер      | Кен Кілер                                                                   | 5 березня 1995          | 2F31      | 14.4                 |
| Для збільшення популярності міста, жителі Спрінґфілда проводять кінофестиваль, щоб залучити більше туристів. Мардж запрошує Джея Шермана як суддю фестивалю. Запрошені зірки: Джон Ловітц в ролі Джея Шермана, Моріс Ламарш в ролі Джордж К. Скотта |                    |                                                                            |                   |                                                                             |                         |           |                      |
| 122 | 19                 | «Lisa’s Wedding» «Весілля Ліси»                                            | Джим Рірдон       | Грег Деніелс                                                                | 19 березня 1995         | 2F15      | 14.4                 |
| На ярмарку ворожка пророкує майбутнє Ліси у 2010 році, і показує її майбутнього нареченого. Він виявляється освіченим і вихованим англійцем… Запрошені зірки: Менді Патінкін в ролі Г'ю Паркфілда, Філ Хартман в ролі Троя МакКлура |                    |                                                                            |                   |                                                                             |                         |           |                      |
| 123 | 20                 | «Two Dozen and One Greyhounds» «Двадцять п’ять хортів»                     | Боб Андерсон      | Майк Скаллі                                                                 | 9 квітня 1995           | 2F18      | 11.6                 |
| Завдяки Маленькому Помічнику Санти у сім’ї Сімпсонів з’являється 25 маленьких чарівних цуценят. Однак, містер Бернс викрадає їх і хоче зробити з них собачий смокінг. Запрошені зірки: Френк Велкер в ролі Маленького Помічника Санти і щенят |                    |                                                                            |                   |                                                                             |                         |           |                      |
| 124 | 21                 | «The PTA Disbands» «Поширення батьків-вчителів»                            | Свінтон Скотт III | Дженніфер Криттенден                                                        | 16 квітня 1995          | 2F19      | 11.8                 |
| Барт блискуче втілює в життя план страйку вчителів проти директора Скіннера. Роль вчителів на себе переймають батьки, серед яких і Мардж. Запрошені зірки: Марсія Уоллес в ролі Едни Крабапель |                    |                                                                            |                   |                                                                             |                         |           |                      |
| 125 | 22                 | «’Round Springfield» «Спрінґфілдський джаз»                                | Стівен Дін Мур    | Сюжет: Ел Джін і Майк Рейсс Сценарій: Джошуа Стернін і Дженніфер Вентімілія | 30 квітня 1995          | 2F32      | 12.6                 |
| Барт потрапляє в лікарню через металеву колючку в сніданках Красті і відсуджує у клоуна 500 доларів. Навідуючи Барта в лікарні, Ліса зустрічає Криваві Ясна Мерфі, який згодом вмирає. Дівчинка вирішує вшанувати пам’ять музиканта… Запрошені зірки: Рон Тейлор в ролі Кривавих Ясен Мерфі, Філ Хартман в ролі Лайонела Гуць, Стів Аллен в ролі самого себе |                    |                                                                            |                   |                                                                             |                         |           |                      |
| 126 | 23                 | «The Springfield Connection» «Спрінґфілдська зв’язкова»                    | Марк Кіркланд     | Джонатан Кольєр                                                             | 7 травня 1995           | 2F21      | 12.7                 |
| У місті нова коп – Мардж Сімпсон. Вона показує непогані результати на роботі. Попри це, Гомер її не поважає і дозволяє скоювати злочини в гаражі їхнього ж будинку. |                    |                                                                            |                   |                                                                             |                         |           |                      |
| 127 | 24                 | «Lemon of Troy» «Лимон Троянський»                                         | Джим Рірдон       | Брент Форрестер                                                             | 14 травня 1995          | 2F22      | 13.1                 |
| Шелбівільці викрадають лимонне дерево Спрінґфілда. Барт разом з іншими хлопчаками (а згодом і з дорослими) намагається повернути дерево назад. |                    |                                                                            |                   |                                                                             |                         |           |                      |
| 128 | 25                 | «Who Shot Mr. Burns? (Part I)» «Хто стріляв у містера Бернса? (Частина I)» | Джефрі Лінч       | Білл Оуклі та Джош Вайнштейн                                                | 21 травня 1995          | 2F16      | 15.0                 |
| Спрінґфілдська початкова школа знаходить нафту і планує докладно витрачати прибутки. Коли містер Бернс дізнається про це, він починає каччати цю нафту для себе. В результаті: таверна Мо закрита, Спрінґфілдський будинок для літніх руйнується, Бартів будиночок на дереві зруйнований, Маленький Помічник Санти поранений, Гомер обурений, що Бернс не пам’ятає його імені, школа втрачає всі свої гроші, а завгосп Віллі та Смізерс звільнені. Згодом, Бернс будує конструкцію, яка повністю закрила Спрінґфілд від Сонця, завдяки чому атомна електростанція Бернса стала приносити більше прибутку. Всі жителі Спрінґфілда налаштовані проти нього. Раптом, у Бернса стріляють, і кожен потрапляє під підозру… Запрошені зірки: Тіто Пуенте в ролі самого себе |                    |                                                                            |                   |                                                                             |                         |           |                      |